# 1922

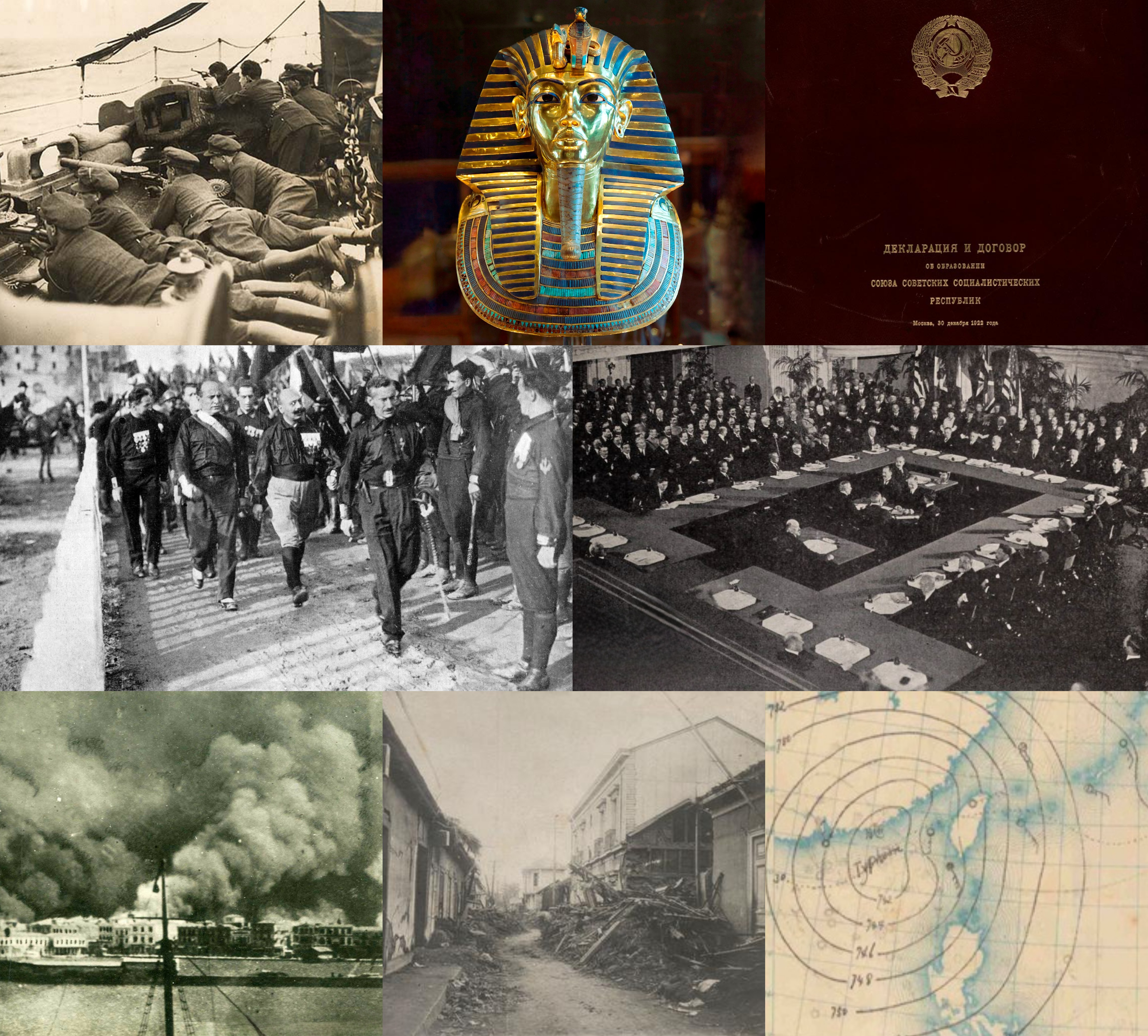

1922 (MCMXXII) là một năm thường bắt đầu vào Chủ nhật của lịch Gregory và là một năm thường bắt đầu vào Thứ Bảy của lịch Julius, năm thứ 1922 của Công nguyên hay của Anno Domini, the năm thứ 922  của thiên niên kỷ 2, năm thứ 22  của thế kỷ 20, và năm thứ  3   của thập niên 1920. Tính đến đầu năm 1922, lịch Gregory bị lùi sau 13 ngày trước lịch Julius, và vẫn sử dụng ở một số địa phương đến năm 1923. 

## Sự kiện

### Tháng 1
- 1 tháng 1: Hồ Nam tuyên bố tự trị

### Tháng 2
- 3 tháng 2: Thành lập đại học địa chất tại Bắc Kinh
- 16 tháng 2: Đại hội đại biểu toàn quốc đảng Cộng sản Trung Quốc họp lần thứ 2 tại Thượng Hải

### Tháng 3
- 1 tháng 3: Quân Anh đàn áp công nhân bãi công

### Tháng 4
- 1 tháng 4: Xuất bản số báo đầu tiên của tờ báo Người cùng khổ do Nguyễn Ái Quốc là chủ nhiệm kiêm chủ bút.
- 29 tháng 4: Trương Tác Lâm thất bại trong đại chiến Trực Phụng lần thứ nhất

### Tháng 5
- 4 tháng 5: Tôn Trung Sơn một lần nữa hạ lệnh chỉ huy bắc phạt quân phiệt.
- 5 tháng 5: Trương Tác Lâm tuyên bố Mãn Châu và Mông Cổ độc lập.
- 20 tháng 5: Khải Định sang Pháp dự hội chợ thuộc địa tại Marseille

### Tháng 6
- 3 tháng 6: Tại Áo Môn, 3 vạn công nhân bãi công
- 11 tháng 6: Tại Bắc Kinh, Lê Nguyên Hồng nhậm chức tổng thống Trung Hoa Dân Quốc

### Tháng 7
- 2 tháng 7: Quân Bắc phạt trở về đánh dẹp Trần Huỳnh Minh.
- 15 tháng 7: Đảng Cộng sản Nhật Bản thành lập

### Tháng 8
- 2 tháng 8: Tại Giang Tây, xảy ra binh biến Cửu Giang.

### Tháng 9
- 4 tháng 9:  Tôn Trung Sơn quyết định cải tổ Quốc Dân đảng

### Tháng 10
- 4 tháng 10: Công nhân tại Sơn Hải Quan bãi công
- 18 tháng 10: BBC chính thức được thành lập
- 23 tháng 10: Mao Trạch Đông lãnh đạo công nhân bãi công tại Trường Sa

### Tháng 12
- 30 tháng 12 - Liên bang Cộng hòa Xã hội chủ nghĩa Xô Viết ra đời

## Sinh

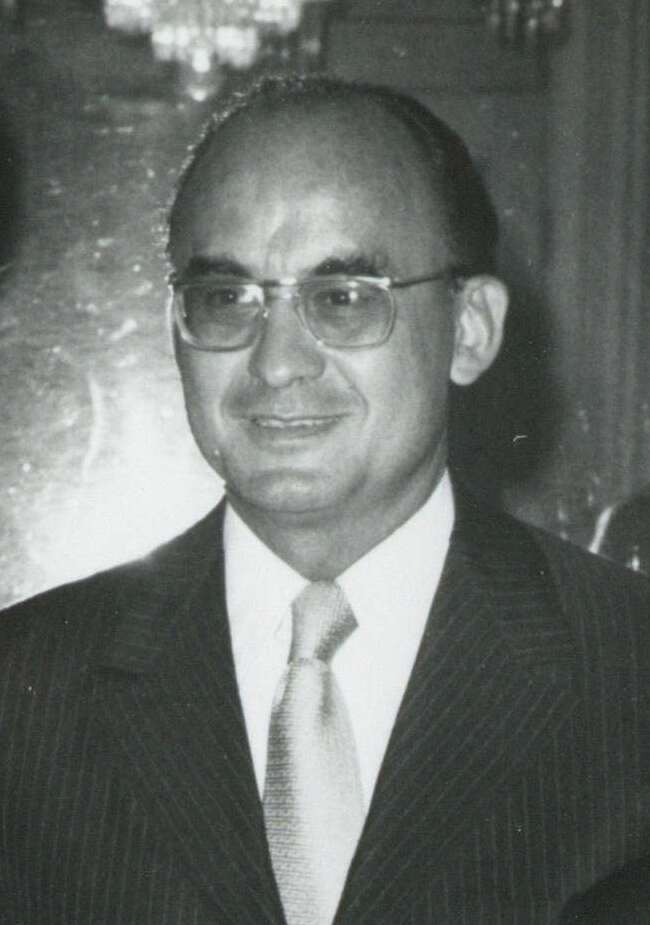
Luis Echeverría

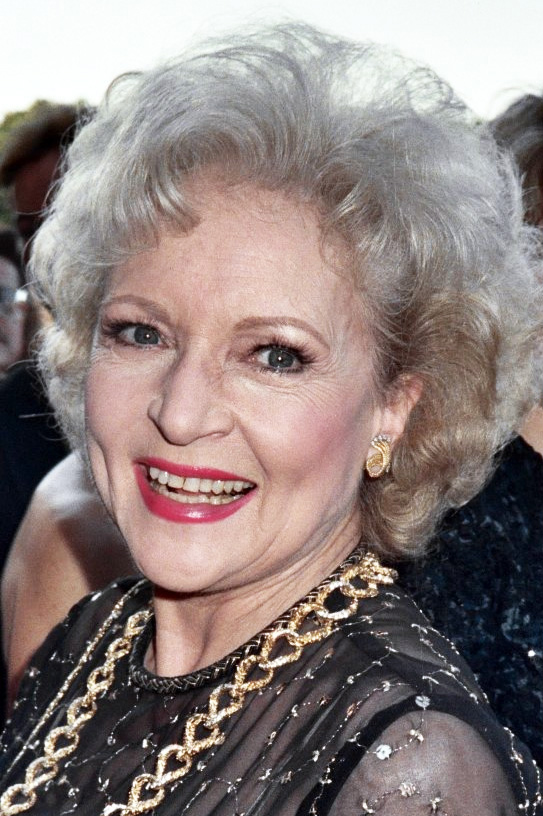
Betty White

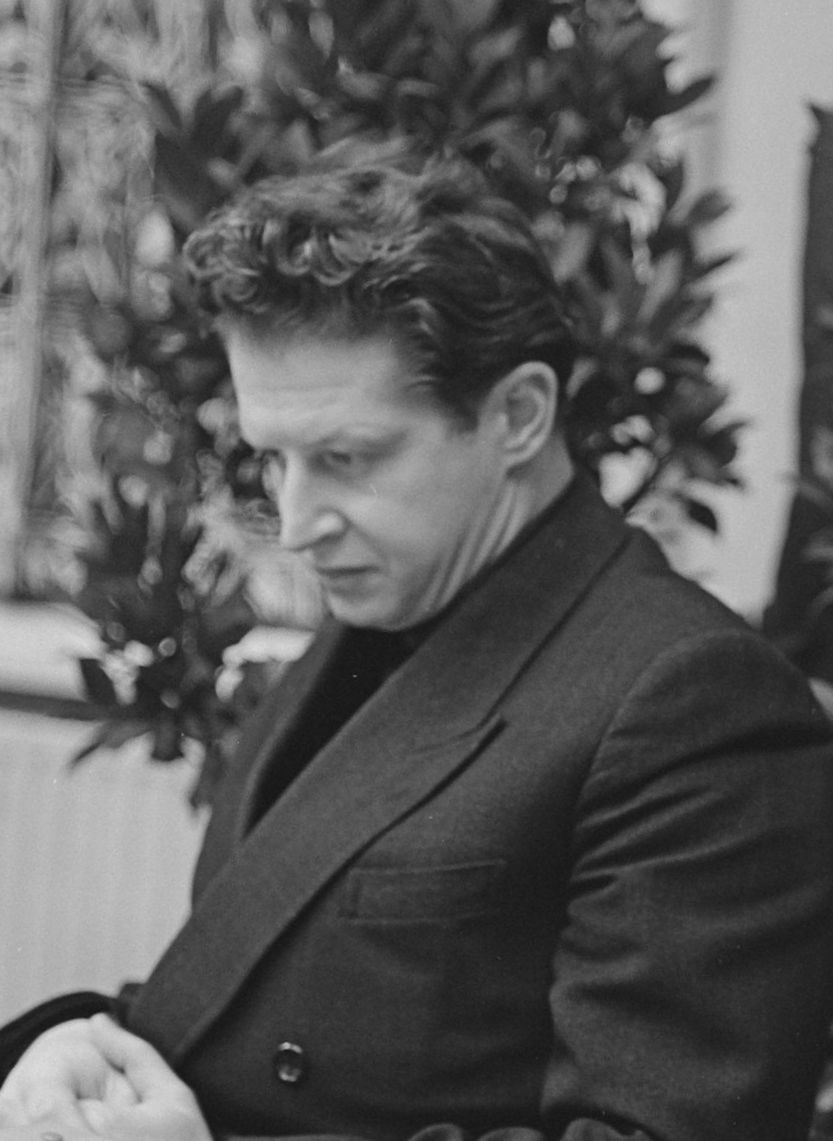
Yuri Averbakh

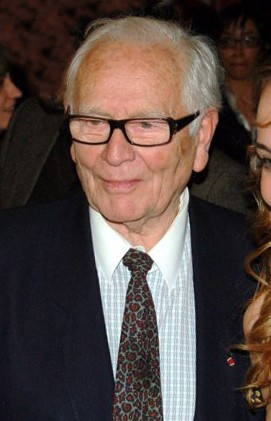
Pierre Cardin

Nguyễn Quyết

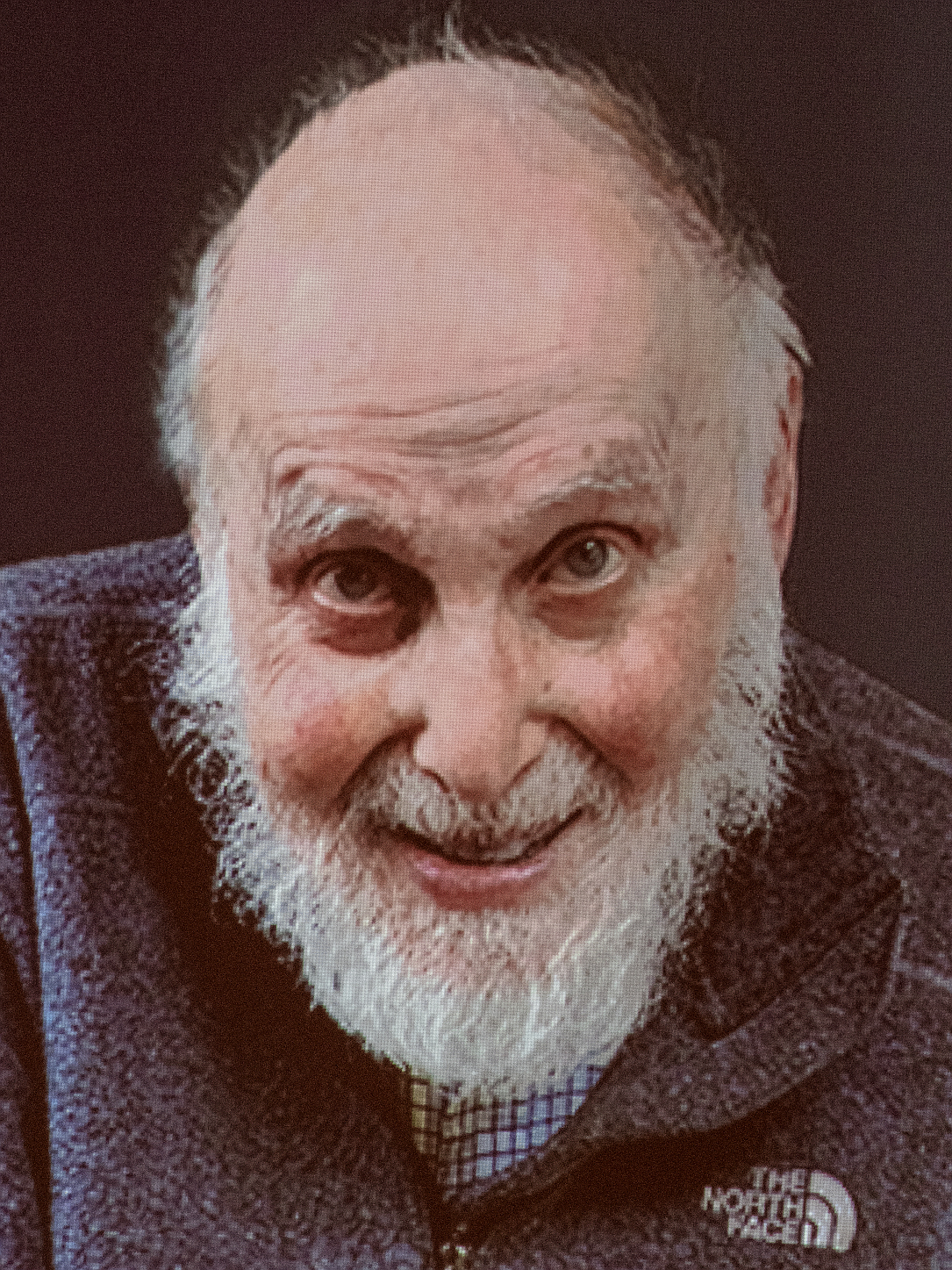
Arthur Ashkin

### Tháng 1
- 15 tháng 1: Đoàn Trọng Truyến, Giáo sư Nhà giáo Nhân dân Việt Nam (m. 2009)
- 17 tháng 1:
  - Luis Echeverría, Tổng thống thứ 50 của México (m. 2022)
  - Betty White, diễn viên người Mỹ (m. 2021)

### Tháng 2
- 8 tháng 2: Yuri Averbakh, kỳ thủ cờ vua người Nga (m. 2022)

### Tháng 4
- 3 tháng 4: Doris Day, nữ ca sĩ, diễn viên người Mỹ (m. 2019)

### Tháng 7
- 2 tháng 7: Pierre Cardin, nhà thiết kế thời trang người Pháp gốc Ý (m. 2020)

### Tháng 8
- 13 tháng 8: Y Ngông Niê Kdăm, là một trí thức, Bác sĩ, nhà giáo nhân dân người dân tộc Êđê của Việt Nam (m. 2001)
- 16 tháng 8: Michał Goleniewski, trung tá tình báo Cộng hòa Nhân dân Ba Lan, đào tẩu sang Hoa Kỳ (m. 1993)[1]
- 20 tháng 8: Nguyễn Quyết (Nguyễn Tiến Văn), Đại tướng, Chủ nhiệm Tổng cục Chính trị Quân đội nhân dân Việt Nam (m. 2024)
- 27 tháng 8: Uno Sōsuke, Thủ tướng thứ 47 của Nhật Bản (m. 1998)

### Tháng 9
- 2 tháng 9: Arthur Ashkin, nhà vật lý người Mỹ và người đoạt giải Nobel (m. 2020)

### Tháng 10
- 20 tháng 10: Hoàng Thế Thiện, Thiếu tướng, Thứ trưởng Bộ Quốc phòng (Việt Nam), Vị tướng Chính ủy (m. 1995)
- 14 tháng 11: Boutros Boutros-Ghali, Nhà ngoại giao và Chính khách người Ai Cập, Tổng thư ký thứ 6 của Liên Hiệp Quốc (m. 2016)

### Tháng 11
- 17 tháng 11: Stanley Cohen, là một nhà hóa sinh người Mỹ (m. 2020)
- 23 tháng 11: Võ Văn Kiệt, Thủ tướng thứ 4 của Việt Nam (m. 2008)

### Tháng 12
- 28 tháng 12: Stan Lee, họa sĩ truyện tranh, cha đẻ của các nhân vật truyện tranh thuộc Marvel Comics (m. 2018)

## Mất
- 22 tháng 1: Giáo hoàng Biển Đức XV. (s. 1854)

## Giải Nobel
- Vật lý - Niels Henrik David Bohr
- Hóa học - Francis William Aston
- Sinh lý học hoặc Y học - Archibald Vivian Hill, Otto Fritz Meyerhof
- Văn học - Jacinto Benavente
- Hòa bình - Fridtjof Nansen